# نسل ایکس (فیلم)
«نسل ایکس» (انگلیسی: Generation X (film)) فیلمی در ژانر اکشن و علمی–تخیلی است که در سال ۱۹۹۶ منتشر شد. از بازیگران آن می‌توان به مت فروئر اشاره کرد.